# Edu Durán
Eduardo Durán Ruiz, más conocido como Edu Durán, (Madrid, 1 de mayo de 1991) es un jugador de baloncesto español. Con 1.95 de estatura, su puesto natural en la cancha es el de escolta. Actualmente juega en el Covirán Granada de la Liga Endesa.

## Biografía
Se formó en las categorías inferiores de la Torrejón Basketball Academy y posteriormente, del Club Baloncesto Estudiantes. Debutó en liga EBA con apenas diecisiete años de edad con el Baloncesto Majadahonda. Su gran oportunidad llega en la temporada 2011/12, cuando el técnico Javi Juárez lo recluta para el Real Canoe de Liga EBA, donde firmaría una gran temporada. Su juventud y progresión hizo que Juárez de nuevo apostara fuerte por el madrileño para el ambicioso proyecto de la escuadra del CEBA Guadalajara.
En el conjunto castellano manchego, Durán hizo gala de su gran fama de tirador, llegando a firmar memorables actuaciones y promedios de más de dieciséis puntos y 43.7% de acierto en triples por encuentro en su segunda temporada en el conjunto alcarreño. En la temporada 2015/16, Palma Air Europa apuesta fuerte y lo incorpora a sus filas. 
En la temporada 2015-16 en las filas del Palma Air Europa, promedió 20 minutos por partido y 8,9 puntos con porcentajes de 52,9% en tiros de dos, 44,7% en triples y 85,7% en tiros libres. Durán no defraudó en su debut en la LEB Oro, si bien la situación del club balear le hizo cambiar de aires y recalar la temporada 2016-17 en las filas del TAU Castelló, donde siguió su crecimiento entrando en el "top 25" de anotadores de la LEB Oro con casi doce puntos de media por encuentro.
En julio de 2017, el jugador madrileño abandona el TAU Castelló y firma por el Club Melilla Baloncesto.
En julio de 2018 se anuncia su fichaje por el UCAM Murcia.
En julio de 2020, firmaría como jugador del TAU Castelló de la Liga LEB Oro para disputar la temporada 2020-21.
El 9 de agosto de 2023, firma por el Baloncesto Fuenlabrada de la Liga LEB Oro.
El 10 de julio de 2025, fichó por el Covirán Granada de la Liga Endesa.